# Puh (otok)
Puh je nenaseljeni otočić u hrvatskom dijelu Jadranskog mora.
Njegova površina iznosi 0,015 km². Dužina obalne crte iznosi 0,51 km.